# Støverjagt (film)
|  | Denne artikel er oprettet af botten PalnaBot ud fra en ekstern database. Den kan derfor have sproglige fejl eller mangler. Denne skabelon kan fjernes efter kontrol af indholdet. |

 For alternative betydninger, se Støverjagt. (Se også artikler, som begynder med Støverjagt)
Støverjagt er en film instrueret af Jens Bjerg-Thomsen.

## Handling
Eigil Holm Kommentar: Filmen viser jagt med støvere (beagle, tysk ruhår, gravhund af ukendt race). Man ser hundenes og jægernes adfærd under jagten på hare, rådyr og ræv. Jagten foregår i vestjysk klit- og plantageterræn. Scenerne indledes af lange, fortællende tekster. Filmen er beregnet for jægere, der efter forevisningen diskuterer den med jagtkonsulenten